# Endo Genichi
Endo Genichi (遠藤 元一 Endo Genichi, sinh ngày 9 tháng 9 năm 1994) là một cầu thủ bóng đá người Nhật Bản. Anh thi đấu cho AC Nagano Parceiro.

## Sự nghiệp
Endo Genichi gia nhập câu lạc bộ J3 League AC Nagano Parceiro năm 2017.